# مارك برنارد (كاتب)
مارك برنارد (بالفرنسية: Marc Bernard)‏ هو كاتب فرنسي، ولد في 6 سبتمبر 1900 في نيم في فرنسا، وتوفي بنفس المكان في 15 نوفمبر 1983.